# Membranipora chesapeakensis
Membranipora chesapeakensis är en mossdjursart som beskrevs av Banta, Perez och Santagata 1995. Membranipora chesapeakensis ingår i släktet Membranipora och familjen Membraniporidae. Inga underarter finns listade i Catalogue of Life.